# Expekt
Expekt (Expekt.com och Expekt.se) är ett av Sveriges äldsta online-spelbolag. Det grundades 1999 och erbjuder spel på sport, casino och live-casino. Expekt.se ägs och drivs av Leovegas sedan maj 2021.

## Historia
Företaget bildades i februari 1999 i Stockholm av Christan Haupt och Conny Gesar. Verksamheten sattes igång i juni 1999 vilket gjorde Expekt det första företaget att erbjuda enbart på online-spel i Sverige. Verksamheten var då belägen i London på grund av det svenska spelmonopolet. År 1999 lanserade man sig även i Norge och hade avtal med Postbanken om utbetalningar till norska bankkonton.
Expekt var en av de första stora onlinesportbetsoperatörerna i norra Europa och hade en god tillväxt under de första åren, särskilt när poker lanserades 2003. Bolagets huvudmarknad var och är fortfarande Norden. År 2005 var man Sveriges näst största nätspelsbolag, efter Unibet, varefter man dock tappade marknadsandelar under några år.
År 2009 sålde företaget till Monacobaserade Mangas Gaming. Mangas Gaming blev år 2010 BetClic Everest Group och senare enbart BetClic Group.
I januari 2012 tvingades man dra sig tillbaka från den danska marknaden eftersom man blev utan licens när marknaden reglerades där.
Från den 1 januari 2019 fick Expekt svensk spellicens sedan Sveriges reglerat spelmarknaden. I samband med detta blev Expekt.se företagets adress för Sverigemarknaden.
Den 15 mars 2021 meddelades att Expekt skulle säljas till LeoVegas.

## Utbud av spel
Expekt.se är ett av få nordiska bettingbolag som sköter all trading och sportbetting inhouse[källa behövs], vilket betyder att företaget erbjuder spel på de flesta sporter och ligor som bland annat Allsvenskan, Premier League och La Liga. Bolaget har ett stort utbud av casinospel från leverantörer som NetEnt, Play N Go, Yggdrasil, Big Time Gaming och många fler. 
Expekt är ett av de mest anmälda spelbolagen i Sverige, då de skickat oönskad direktreklam. 

## Ambassadörer
Expekt.com har som affischnamn kända namn såsom Zibi Boniek, Fredi Bobic, Glenn Strömberg, Egil Drillo Olsen, Sepp Piontek, Petr Rada, Jari Rantanen, Hans Eskilsson och Niklas Wikegård.[källa behövs]